# Лорелья
Лорелья (італ. Loreglia, п'єм. Loréa) — муніципалітет в Італії, у регіоні П'ємонт,  провінція Вербано-Кузіо-Оссола.
Лорелья розташована на відстані близько 550 км на північний захід від Рима, 110 км на північний схід від Турина, 9 км на південний захід від Вербанії.
Населення — 255 осіб (2014).

## Демографія
Населення за роками:

Станом на 1 січня 2023 року в муніципалітеті офіційно проживали 2 іноземці з 2 країн, серед них 1 громадянин України.

## Сусідні муніципалітети
- Казале-Корте-Черро
- Джерманьо
- Орнавассо
- Куарна-Сопра
- Вальстрона